# Opus (vydavatelství)
Opus, a. s., v minulosti Opus, je slovenské hudební vydavatelství, které v době existence Československa mělo na Slovensku (spolu s českým Supraphonem) monopol na vydávání hudebních děl, zejména pak gramofonových desek a CD. Výjimku z tohoto monopolu tvořilo patrně vydavatelství Českého hudebního fondu Panton.
Vzniklo v roce 1971 vyčleněním ze slovenského závodu Supraphonu. Vydávalo gramofonové desky, audiokazety, CD, hudebniny a knihy o hudbě. Mělo svoji vlastní síť maloobchodních prodejen. Po sametové revoluci v roce 1989 bylo toto vydavatelství transformováno na standardní akciovou společnost. V roce 2005 koupila Opus společnost FORZA MUSIC, která začala vydávat remastrované tituly i reedice ve vysoké kvalitě. V současnosti je součástí nadnárodní korporace Warner Music Group.

## Poznámka
Za bývalého Československa kromě Supraphonu a Opusu působilo v ČSSR také české hudební vydavatelství Panton.